# Corycaeus crassiusculus
Corycaeus crassiusculus är en kräftdjursart som beskrevs av James Dwight Dana 1849. Corycaeus crassiusculus ingår i släktet Corycaeus och familjen Corycaeidae. Inga underarter finns listade i Catalogue of Life.